# مسجد غرب سومطرة الكبير
مسجد غرب سومطرة الكبير أو مسجد القلعة هو واحدة من أكبر المساجد في إندونيسيا، يقع في المنطقة الشمالية من بادانج بادانج غرب سومطرة، المسجد لا يزال في مرحلة البناء، وحال اكتمال البناء سيكون أكبر مسجد في غرب إندونيسيا .

## التاريخ
بدأ بناء المسجد مع وضع حجر الأول في الحادي والعشرين من شهر كانون الأول عام 2007 من قبل ثم حاكم سومطرة الغربية جوناوان فوزي، وتتم عملية البناء على عدة مراحل من أموال مقيدة من أموال الميزانية المعتمدة للمنطقة الغربية، وحتى الآن لا يستخدام المساجد للأنشطة الدينية بسبب نقص الكهرباء والمياة النظيفة وإن لم تكن هذه المشكلة مشكلة روتينية، وقد استخدم هذا المسجد لأنشطة مختلفه الأنشطة وكان أكبرها هي أداء صلاة العيد فيه.

## البناء
وضع الحجر الأول بمناسبة بدء بناء المسجد في في الحادي والعشرين من شهر كانون الأول عام 2007 من قبل ثم حاكم سومطرة الغربية جوناوان فوزي، ووفقا للخطة فان المسجد مبني على ثلاثة طوابق، ومن المتوقع أن تستوعب حوالي 20،000 مصلي، منهم حوالي 15،000 مصلي سيستوعبهم الطابق الأرضي والبقية في الطابقين الثاني والثالث، وقد تم بناء مسجد في مساحة تقدر بحوالي حوالي 40000 متر مربع ومساحة البناء تشكل أقل من نصف حجم الأرض الرئيسية وهي عبارة عن 18000 متر مربع مع ترك ساحة كبيرة، وستكون هذه الساحة مكان لحديقة وللإخلاء في حالة حدوث موجات مد تسونامي .
جرى العمل على بناء المسجد في عدة مراحل، وقد تم الانتهاء من المراحل الثلاثة: الأولى بدءا من العمل التحضيري وردم التربة وتركيب الهيكل، يليها تنفيذ قاعة الصلاة والوضوء، وتركيب بلاط السيراميك على الأرض وكذلك الخط العربي والنقوش على الجدران الخارجية الواجهات، إن المراحل الثلاث للتنمية بلغت تكلفتها 103،871 مليار روبية (2008 - 2009)، ومبلغ 15،288 مليار روبية (2010)، ومبلغ 31 مليار روبية (2011) .
وفي منتصف عام 2012 دخلت أعمال البناء المرحلة الرابعة، وعلى مستوى الميزانية تم صرف 25،5 مليار روبية لاستكمال البناء وانشاء حديقة ومأوى، زقد ايستهدف الانتهاء من هذه المرحلة بحلول نهاية عام 2012، في وقت لاحق في عام 2013 استمر البناء في المسجد وبنيت القبة، بعد ذلك وفي عام 2014 سيتم بناء أربعة ماذن، كل مأذنه سيبلغ ارتفاعها 100 متر .
وفي الوقت نفسه، فإن تكلفة بناء المسجد من المتوقع أن يكلف أكثر من 500 مليار روبية، وعليه وحتى الآن اتخذت ميزانية البناء بالكامل من ميزانية محافظة سومطرة الغربية، في حين أن هناك مساعدات وصلت للحكومة من أطراف أخرى، فقد أرسلت المملكة العربية السعودية مساعدات تصل إلى 500 مليار روبية لبناء المسجد، ولكن بسبب الزلزال الذي وقع في عام 2009 تم استخدام المساعدات لإعادة التأهيل والإعمار في الغرب .

## العمارة
تم تصميم عمارة المسجد من قبل المصمم والمهندس ريزال مسلمين، الفائز في مسابقة تصميم مسجد سومطرة الغربية من بين 323 معماريي ومصمم شاركوا في المسابقة من مختلف أنحاء البلاد في عام 2007، وبشكل عام فإن الهندسة المعمارية للمسجد تصنيف تخت العمارة في المينانجكابا وغونجونغ، واستحدم الخط المنحوت ميتاتغ على الجدار الخارجي من المسجد .

## الصور

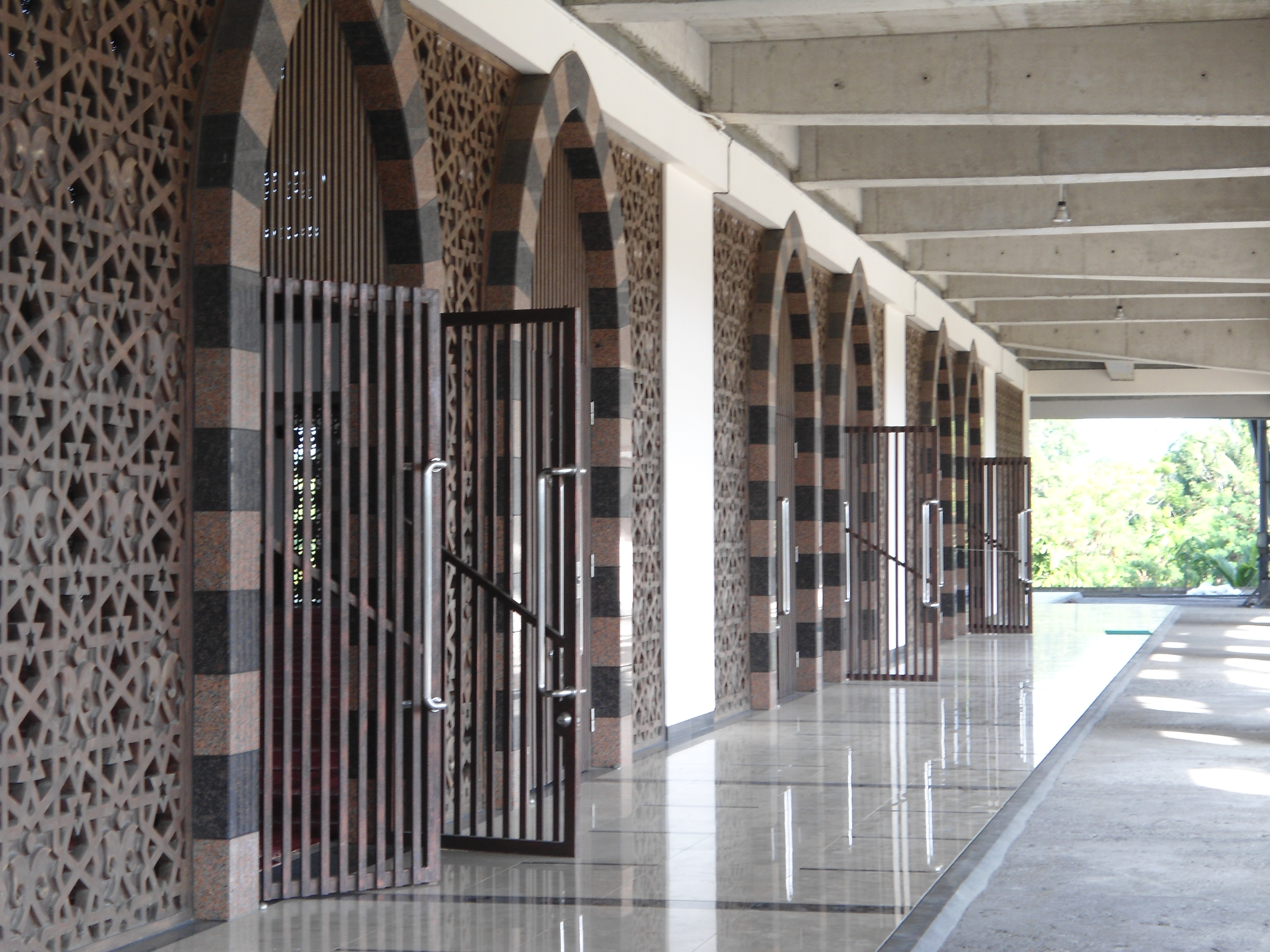
.
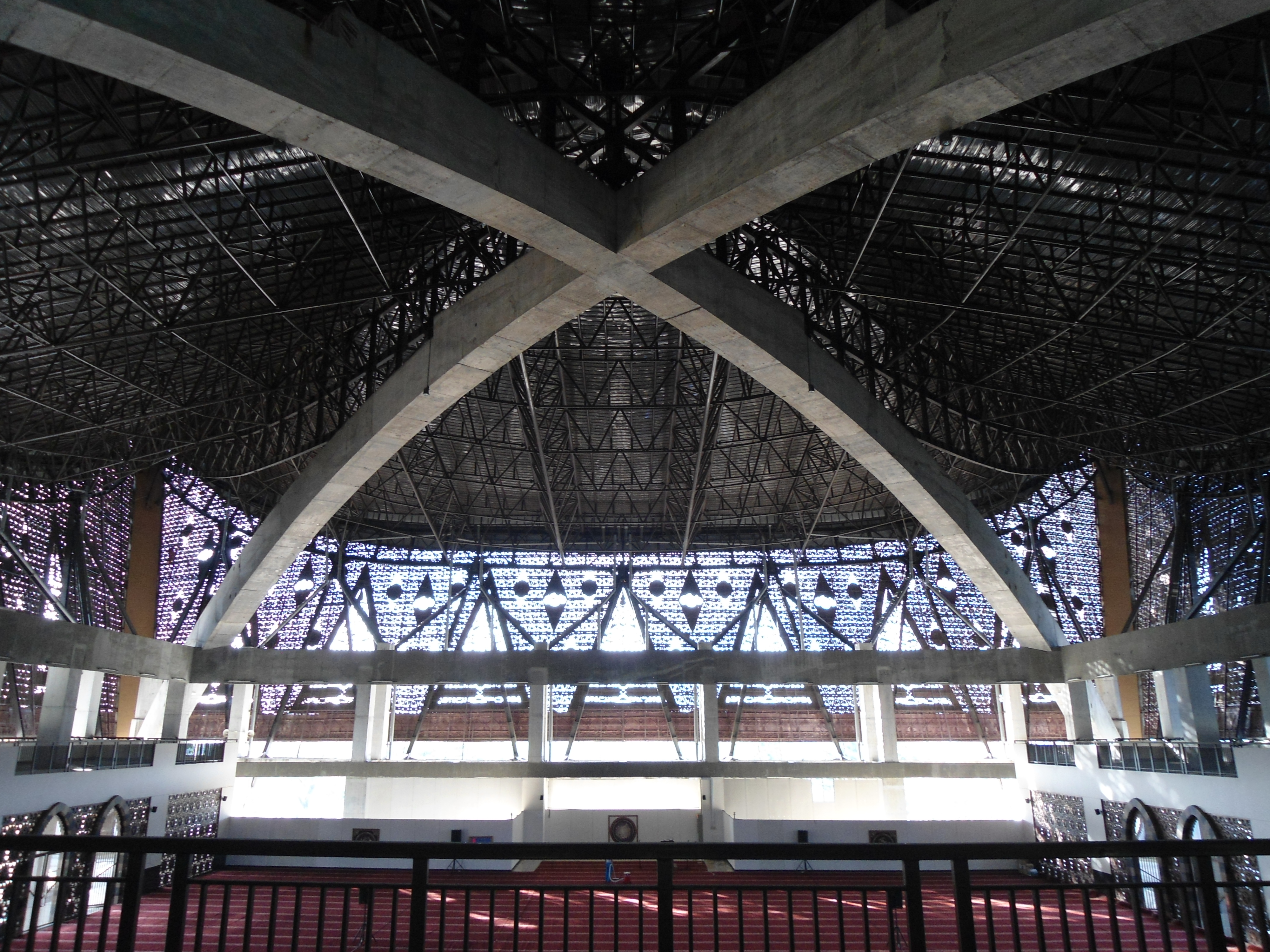
.
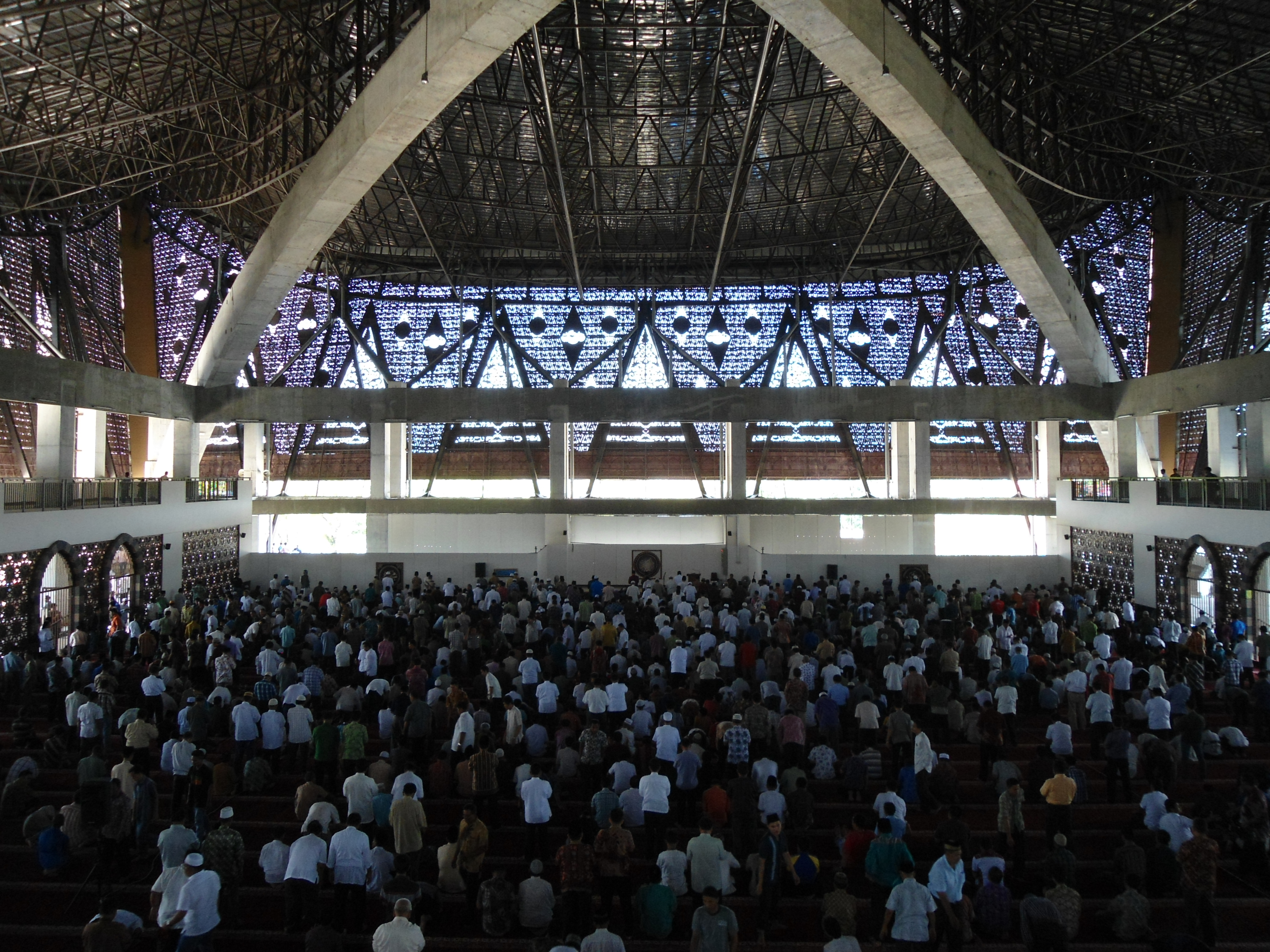